# Forward Rate Agreement
Ett Forward Rate Agreement (förkortat FRA) är en sorts terminskontrakt som bestämmer en ränta som ska betalas eller mottas på en obligation med start ett förutbestämt framtida datum.

## Exempel
Anta att företag A ingår i ett FRA med företag B där företag A får en fast ränta om 4,5 % per år på ett lån om 10 miljoner kronor om 3 år. I gengäld får företag B den ettåriga STIBOR-räntan som bestäms om 3 år. Om man antar att STIBOR om 3 år är på 5,5 % så kommer kontraktet sluta med att företag A betalar företag B, då STIBOR är högre än den fasta räntan, och företag A betalar 1 % av 10 miljoner, det vill säga 100000 kronor i dåvarande värde.